# Campionati europei di ciclismo su pista - Velocità maschile

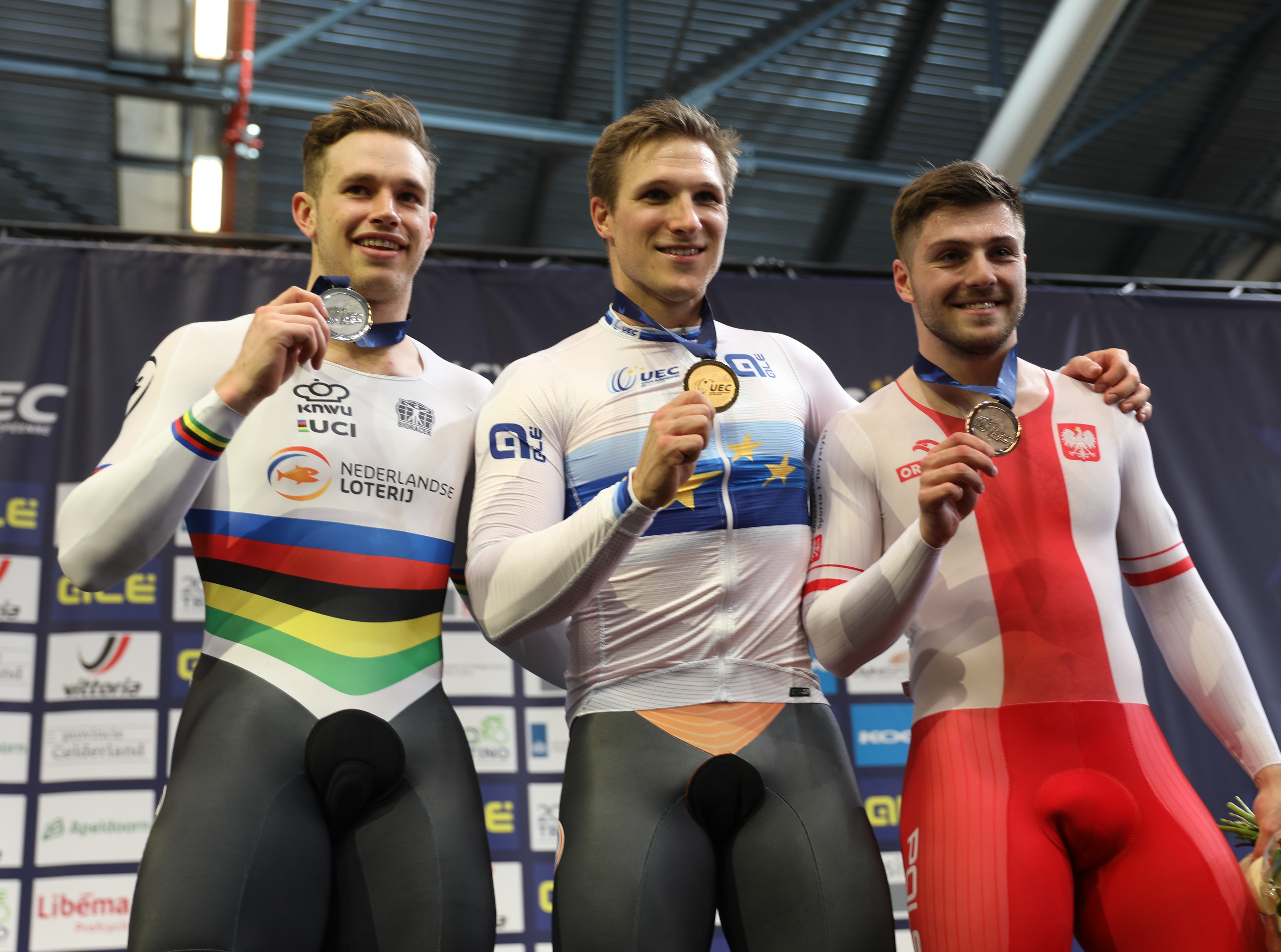
Il podio dell'edizione 2019: da sinistra Harrie Lavreysen, Jeffrey Hoogland, Mateusz Rudyk

La velocità maschile è una delle prove inserite nel programma dei campionati europei di ciclismo su pista. Gara open, è parte del programma sin dalla prima edizione dei campionati, nel 2010.
In precedenza, dal 1894 al 1999, a cadenza non costante, venne assegnato un titolo europeo di velocità per professionisti all'interno di specifiche rassegne.

## Albo d'oro
Aggiornato all'edizione 2025.
| Anno | Vincitore         | Secondo           | Terzo              |
| ---- | ----------------- | ----------------- | ------------------ |
| 2010 | Denis Dmitriev    | Kévin Sireau      | Jason Kenny        |
| 2011 | Kévin Sireau      | Maximilian Levy   | Denis Dmitriev     |
| 2012 | Denis Dmitriev    | Max Niederlag     | Christos Volikakis |
| 2013 | Denis Dmitriev    | Robert Förstemann | Jason Kenny        |
| 2014 | Grégory Baugé     | Damian Zieliński  | Robert Förstemann  |
| 2015 | Jeffrey Hoogland  | Max Niederlag     | Damian Zieliński   |
| 2016 | Pavel Jakuševskij | Roy van den Berg  | Andrij Vynokurov   |
| 2017 | Sébastien Vigier  | Jeffrey Hoogland  | Denis Dmitriev     |
| 2018 | Jeffrey Hoogland  | Stefan Bötticher  | Harrie Lavreysen   |
| 2019 | Jeffrey Hoogland  | Harrie Lavreysen  | Mateusz Rudyk      |
| 2020 | Maximilian Levy   | Denis Dmitriev    | Vasilijus Lendel   |
| 2021 | Harrie Lavreysen  | Jeffrey Hoogland  | Michail Jakovlev   |
| 2022 | Sébastien Vigier  | Jack Carlin       | Rayan Helal        |
| 2023 | Harrie Lavreysen  | Mateusz Rudyk     | Rayan Helal        |
| 2024 | Harrie Lavreysen  | Mateusz Rudyk     | Michail Jakovlev   |
| 2025 | Harrie Lavreysen  | Michail Jakovlev  | Rayan Helal        |

## Medagliere
| Pos.   | Paese         | Oro | Argento | Bronzo | Totale |
| ------ | ------------- | --- | ------- | ------ | ------ |
| 1      | Paesi Bassi   | 7   | 4       | 1      | 12     |
| 2      | Russia        | 4   | 1       | 3      | 8      |
| 2      | Francia       | 4   | 1       | 3      | 8      |
| 4      | Germania      | 1   | 5       | 1      | 7      |
| 5      | Polonia       | 0   | 3       | 2      | 5      |
| 6      | Gran Bretagna | 0   | 1       | 2      | 3      |
| 7      | Israele       | 0   | 1       | 1      | 2      |
| 8      | Grecia        | 0   | 0       | 1      | 1      |
| 8      | Ucraina       | 0   | 0       | 1      | 1      |
| 8      | Lituania      | 0   | 0       | 1      | 1      |
| Totale | Totale        | 16  | 16      | 16     | 48     |

| Pos. | Atleta            | Oro | Argento | Bronzo | Totale |
| ---- | ----------------- | --- | ------- | ------ | ------ |
| 1    | Harrie Lavreysen  | 4   | 1       | 1      | 6      |
| 2    | Jeffrey Hoogland  | 3   | 2       | 0      | 5      |
| 3    | Denis Dmitriev    | 3   | 1       | 2      | 6      |
| 4    | Sébastien Vigier  | 2   | 0       | 0      | 2      |
| 5    | Kévin Sireau      | 1   | 1       | 0      | 2      |
| 5    | Maximilian Levy   | 1   | 1       | 0      | 2      |
| 7    | Grégory Baugé     | 1   | 0       | 0      | 1      |
| 7    | Pavel Jakuševskij | 1   | 0       | 0      | 1      |
| 9    | Mateusz Rudyk     | 0   | 2       | 1      | 3      |
| 10   | Max Niederlag     | 0   | 2       | 0      | 2      |